# SD高達聖獸戰記 獸魂爭霸戰
SD高達聖獸戰記 獸魂爭霸戰是SD高達其中一系列的扭蛋公仔，每一彈都會有普通形態高達和覺醒形態高達，集齊一定數量的覺醒形態高達更可以合體成聖獸形態。

## 萬聖士
- 鋼彈RX-78
- 推出日期：2009年7月

萬聖士的背叛者。
- 命運鋼彈
- 推出日期：2009年7月

- 突擊自由鋼彈
- 推出日期：2009年7月

### 特殊部隊
- 神鋼彈
- 推出日期：2009年7月

- HAZEL TR-1
- 推出日期：2009年7月

### 總帥
- 阿洛斯(卡碧尼)

### 士兵
- 薩克

## 反萬聖士組織
- 鋼彈DX
- 推出日期：2009年8月

- 沙煞比
- 推出日期：2009年8月

- 姆拉沙美
- 推出日期：2009年8月

- 渣古尼羅
- 推出日期：2009年8月

- 無限正義鋼彈
- 推出日期：2009年8月

## 獸魂

### 哈迪亞部隊
全身為灰黑色。並可合體為聖獸.哈迪亞。
- 獸魂.高達RX-78
- 推出日期：2009年7月
- 高達RX-78的獸魂。左手為獸魂部件。

- 獸魂.命運高達
- 推出日期：2009年7月
- 命運高達的獸魂。身体為獸魂部件。

- 獸魂.突擊自由高達
- 推出日期：2009年7月
- 突擊自由高達的獸魂。翅膀為獸魂部件。

- 獸魂.神高達
- 推出日期：2009年7月
- 神高達的獸魂。右手為獸魂部件。

- 獸魂.亞浦撒拉斯III
- 推出日期：2009年7月
- 亞浦撒拉斯II的獸魂。頭部為獸魂部件。

### 阿雷斯特部隊
全身為紅色。並可合體為聖獸.阿雷斯特。
- 獸魂.鋼彈TR-1 HAZEL
- 推出日期：2009年8月
- HAZEL TR-1的獸魂。頭部和右手為獸魂部件。

- 獸魂.神高達
- 推出日期：2009年8月
- 神高達的獸魂。翅膀為獸魂部件。

- 獸魂.v鋼彈
- 推出日期：2009年8月
- 右手為獸魂部件。

- 獸魂.薩克2
- 推出日期：2009年8月
- 左手為獸魂部件。

- 獸魂.加布蘭
- 推出日期：2009年8月
- 背部為獸魂部件。

### 克里斯迪雅部隊
全身為紫色。並可合體為聖獸.克里斯迪雅。
- 獸魂.命運高達
- 推出日期：2009年11月
- 命運的獸魂。頭部為獸魂部件。

- 獸魂.高達DX
- 推出日期：2009年11月
- 高達DX的獸魂。翅膀為獸魂部件。

- 獸魂.渣古尼羅
- 推出日期：2009年11月
- 左手為獸魂部件。

- 獸魂.無限正義高達
- 推出日期：2009年11月
- 刀為獸魂部件。

- 獸魂.沙煞比
- 推出日期：2009年11月
- 背部為獸魂部件。

## 聖獸
- 聖獸.哈迪亞

守護冥王星既聖獸。
- 聖獸.阿雷斯特

守護火星既聖獸。
- 聖獸.克里斯迪雅

守護土星既聖獸。
- 聖獸.亞龍迪雅

守護金星既聖獸。
- 聖獸.波塞迪雅

守護海王星既聖獸。
聖獸.赫密迪雅
守護水星既聖獸。
聖獸.克洛諾迪雅
守護天王星既聖獸。
聖獸.阿洛斯迪雅
守護MS世界既聖獸。

## 其他
- 亞浦撒拉斯II
- 推出日期：2009年9月

## 外部連結
- （日語） SD高達聖獸戰記官方網頁（页面存档备份，存于）

- SD高達聖獸戰記香港官方中文版網頁